# Беги, герой!
«Беги, герой!» — благотворительный полумарафон, который проводится в Нижнем Новгороде с 2015 года. Титульная дистанция — 21,1 км, была неоднократно сертифицирована AIMS, последний раз в апреле 2023 года. Кроме того, в рамках забега проходят соревнования на дистанциях 10 км и 5 км, а также детские забеги на разные дистанции: 200 м, 500 м и 1 км. В 2020 и 2022 годах проходил под эгидой ЗаБег.РФ.

## История
Организатором полумарафона является агентство «Рейтинг» под руководством Наталии Бочаровой. Забег проводится при поддержке правительства Нижегородской области и министерства спорта Нижегородской области. В мае 2015 года агентство «Рейтинг» впервые провело массовый любительский забег на дистанции 21,1 км, 10 и 5 км в центре Нижнего Новгорода со стартом и финишем у подножия Чкаловской лестницы. Маршрут полумарафона проходил по центральным улицам города — Нижне-Волжской и Верхне-Волжской набережным, Зеленскому съезду, площади Минина. В нем приняло участие 514 человек. После этого «Беги, герой!» проводился в Нижнем Новгороде ежегодно, включая год пандемии, когда большинство спортивных массовых мероприятий было отменено. В 2022 году в полумарафоне принимали участие профессиональные параатлеты из российской паралимпийской сборной. 93 % участников забега составляют жители Нижегородской области.

### Благотворительность
Ежегодно благотворительный полумарафон «Беги, герой!» проводит конкурс социальных инициатив и выбирает спортивный проект, которому выделяется грант и помощь в реализации. В первые годы организации на благотворительность направлялось от 100 до 200 тысяч рублей, один раз привлекались дополнительные спонсорские средства. С 2018 года по настоящее время размер гранта составляет 500 тысяч рублей, в 2020 году он составил 1 млн рублей.
В 2015 году были собраны деньги на строительство спортивной площадки для нижегородской школы-интерната № 1.
В 2016 году благотворительные средства пошли на организацию кабинета ЛФК для детей с синдромом Дауна из центра «Сияние».
В 2017 году средства были направлены на подготовку команды школы-интерната № 95 по мини-футболу к участию во Всероссийских соревнованиях среди воспитанников детских домов и школ-интернатов.
В 2018 году к реализации выбраны сразу два проекта на общую сумму 500 000 рублей. Для подопечных НРООИ «Инватур» с проектом развития спорта среди инвалидов-колясочников закуплены специальные коляски, которые позволяют людям с ограниченными возможностями играть в баскетбол и другие подвижные игры. Для НРООРДИЗ «Перспектива» с проектом «Мечты сбываются: велоспорт для незрячих» на средства гранта закуплены велосипеды-тандемы.
В 2019 году «Беги, герой!» помог "Социально-реабилитационному центру для несовершеннолетних «Вера». На грант в размере 500 000 рублей был реализован проект по созданию оснащенного велогородка «Территория движения».
В 2020 году полумарафон «Беги, герой!» софинансировал сразу два проекта: спортивную «ЧЕбуриаду-2020» для «трудных» подростков и детей из детских домов и V игры «Мы ‒ победители!» для детей, перенесших онкологические и гематологические заболевания. Благотворительный грант размером 1 миллион рублей был разделен между проектами-победителями.
В 2021 году были выбраны два проекта, которые получили грант и помощь в реализации. В городе Навашино в Нижегородской области была отремонтирована спортивная площадка на территории гимназии, а в городе Володарске была оказана помощь в организации турнира по хоккею с шайбой памяти Э. В. Самойлова.
В 2022 году победителями конкурса социальных проектов снова стали две организации. Городецкому обществу инвалидов им. Александра Невского было куплено оборудование для лазерного биатлона для людей на инвалидных колясках. Вторым победителем стала благотворительная организация «Территория добра», которая подготовила проект о социальной адаптации подопечных ПНИ. В рамках проекта на территории Автозаводского ПНИ построили спортивную площадку с оборудованным полем для волейбола, столами для армрестлинга, спортивными турниками и качелями.
В 2023 году грант в 500 тысяч рублей выиграл Арзамасский детский дом «Маяк». Средства были направлены на закупку оборудования спортивного зала для занятий адаптивной и лечебной физкультурой.
Кроме гранта, который формируется благодаря отчислениям от проданных слотов, в полумарафоне «Беги, герой!» в 2015—2017 годах и с 2021 года ежегодно принимают участие чарити-ранеры, которые собирают средства в рамках забега для различных благотворительных организаций Нижегородской области. С 2021 года страницы сборов чарити-ранеров размещаются на платформе «800 добрых дел» АНО «Центр 800». За последние три года сумма средств, собранная чарити-ранерами для своих общественных организаций в рамках подготовки к «Беги, герой!», превысила 700 тысяч рублей.